# Operação Paget
A Operação Paget foi o inquérito da Polícia Metropolitana de Londres estabelecido em 2004 e executado por Lord Stevens para investigar a alegação de conspiração às mortes de Diana, Princesa de Gales e de seu namorado, Dodi Al-Fayed, em um acidente de carro em Paris em 1997. O primeiro relatório do inquérito com as conclusões da investigação criminal foi publicado em 14 de dezembro de 2006. A operação foi encerrada após a conclusão do inquérito britânico em 2008, no qual um júri emitiu seu veredito de "assassinato ilegal" devido à "negligência grosseira" tanto do motorista do carro em que Diana era passageira quanto dos paparazzi que os perseguiam.

## Antecedentes
A investigação criminal no Reino Unido foi iniciada em 6 de janeiro de 2004, quando Michael Burgess, o legista da Royal Household, pediu ao então comissário da Polícia Metropolitana de Londres, Sir John Stevens, que conduzisse uma investigação sobre as alegações de conspiração e acobertamento de que o MI6, sob ordem da Família Real Britânica, havia causado o acidente de carro que matou Diana, Princesa de Gales e Dodi Al-Fayed em 31 de agosto de 1997.
Tais investigações eram legalmente necessárias, já que assim que o inquérito sobre as mortes teve início no Reino Unido, tornou-se evidente para o legista que estavam sendo feitas alegações de que uma crime havia ocorrido em solo britânico, neste caso, conspiração para assassinato. Os legistas são legalmente obrigados a encaminhar à polícia qualquer informação ou evidência que lhes seja apresentada sobre um crime real ou suspeito. A base da investigação foram declarações públicas feitas pelo pai de Dodi, Mohamed Al-Fayed.
A investigação inicialmente se limitou à premissa geral da suposta conspiração, mas acabou sendo ampliada para cobrir todas as alegações associadas feitas pela mídia desde o acidente. O nível de detalhes cobertos pelo inquérito se reflete no comprimento do relatório de 832 páginas, que uma equipe de quatorze policiais experientes levou quase três anos para compilar. Especialistas em investigação de acidentes do Laboratório de Pesquisa em Transporte auxiliaram no inquérito policial.
A polícia britânica também realizou investigações em Paris. Devido ao interesse público em Diana, a Polícia Metropolitana decidiu publicar o relatório na internet, embora tenha sido redigido como um documento interno da polícia. Esperava-se que a investigação criminal custasse pelo menos 2 milhões de libras, mas o custo do inquérito acabou ultrapassando os 12,5 milhões de libras, com o inquérito do legista em 4,5 milhões, e mais 8 milhões gastos na investigação policial.

## Relatório de investigação criminal
O relatório foi dividido em capítulos que detalhavam as investigações das teorias, os títulos são:
- Introdução
- Capítulo Um – Relacionamento/Noivado/Gravidez (Supostos motivos para a conspiração)
- Capítulo Dois – Ameaças percebidas à Diana, Princesa de Gales
- Capítulo Três – Ações dos paparazzi em Paris
- Capítulo Quatro – Henri Paul – Oficial de segurança do Hôtel Ritz (Paris) e motorista da Mercedes
- Capítulo Cinco – CFTV/(câmeras de trânsito) em Paris
- Capítulo Seis - Carro Mercedes
- Capítulo Sete – Veículos bloqueadores/Veículos não identificados/Flashes brilhantes (A Jornada para a Passagem Subterrânea de Alma)
- Capítulo Oito - Tratamento médico pós-acidente de Diana
- Capítulo Nove – O embalsamamento do corpo da Princesa de Gales no Hospital Pitié-Salpêtrière
- Capítulo Dez – Ações das autoridades francesas
- Capítulo Onze – Ações do Ministério das Relações Exteriores, Commonwealth e Desenvolvimento/Embaixada Britânica, Paris
- Capítulo Doze - Ações das autoridades britânicas em relação a 'mortes suspeitas'
- Capítulo Treze – Guarda-costas de Mohamed Al-Fayed (Trevor Rees-Jones, Kieran Wingfield e Reuben Murrell)
- Capítulo Catorze – ‘James’ Andanson – fotojornalista francês e dono de um Fiat Uno branco
- Capítulo Quinze - Agência Central de Inteligência/Agência de Segurança Nacional, EUA
- Capítulo Dezesseis – O Serviço Secreto de Inteligência (MI6) e o Serviço de Segurança (MI5)

## Conclusão do relatório de investigação criminal
Cada capítulo do relatório concluiu que todas as alegações de conspiração feitas desde o acidente eram infundadas e todas as evidências obtidas apontam para as mortes de Diana e Dodi como resultado de um trágico acidente.
A análise de Angela Gallop do conteúdo estomacal de Diana provou à Operação Paget que Diana não estava grávida quando morreu.

## Desenvolvimentos posteriores
Em 3 de abril de 2007, a vice-legista da Royal Household, Elizabeth Butler-Sloss, decidiu conceder acesso às evidências coletadas pela investigação criminal aos advogados de Mohammed Al-Fayed caso eles quisessem montar seu caso em apoio à alegação de conspiração para que o inquérito começasse em outubro do mesmo ano.
Em 15 de maio de 2007, foi revelado pela Baronesa Butler-Sloss que o material subjacente coletado pela equipe de investigação criminal tinha mais de 11.000 páginas quando impresso e também consistia em mais de 1.400 fotografias, vários DVDs, planos de grande porte e outros dados. O material foi substancialmente divulgado aos interessados e equipes jurídicas.

## Inquérito do legista
O inquérito do legista foi aberto em 2 de outubro de 2007, liderado pelo juiz Scott Baker. A declaração de abertura foi em grande parte composta de evidências e descobertas no relatório de investigação criminal.
Em 7 de abril de 2008, o júri chegou ao veredicto de que Diana e Dodi foram mortos como resultado de "negligência grave" do motorista Henri Paul e dos paparazzi. Os fatores contribuintes citados incluíram "o comprometimento do julgamento do motorista Henri Paul por causa do álcool" e que nenhum dos que morreram usava cinto de segurança.